# Fernando Valera Sánchez

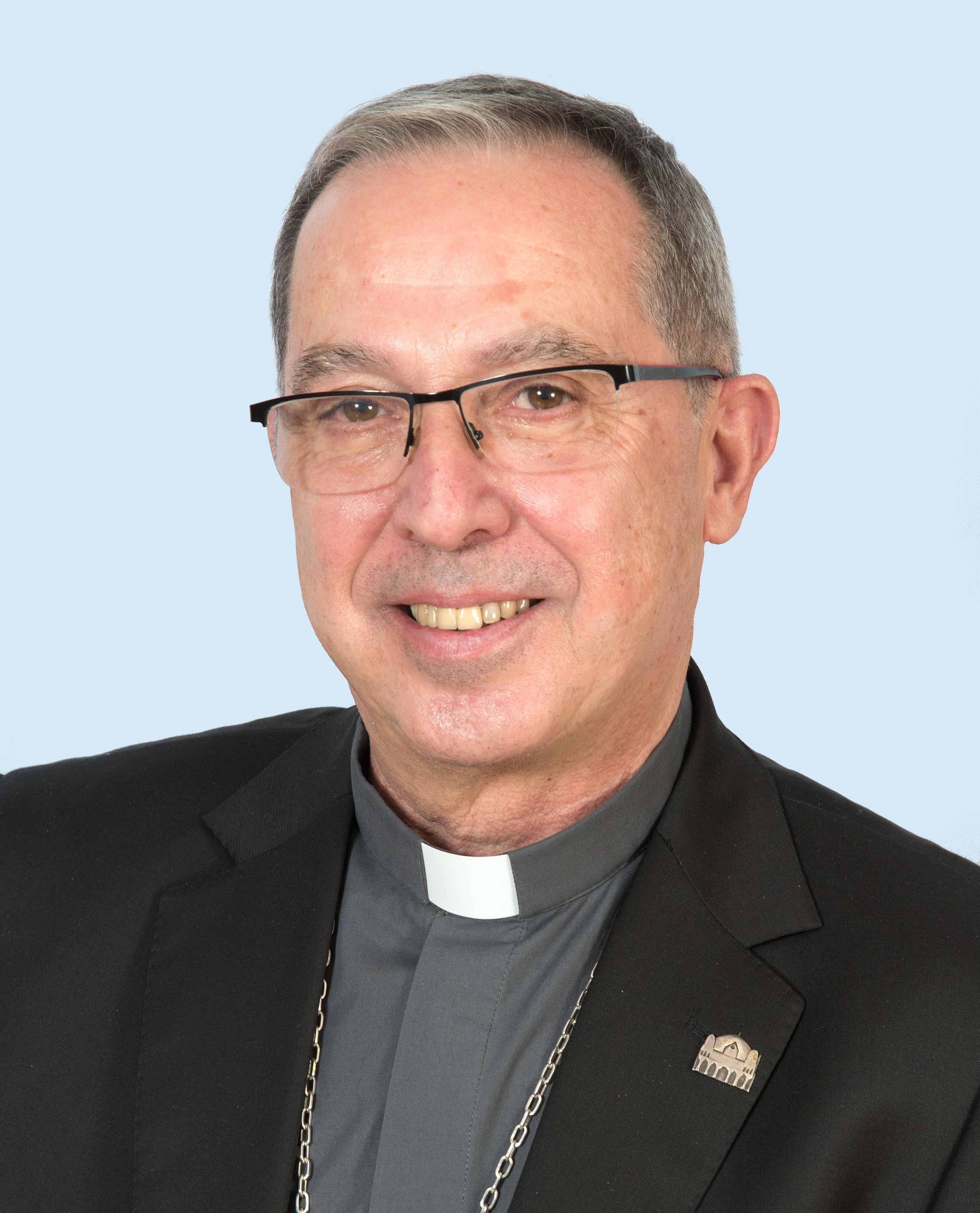
Fernando Valera Sánchez (2022)

Bischofswappen von Fernando Valera Sánchez

Fernando Valera Sánchez (* 7. März 1960 in Bullas, Region Murcia) ist ein spanischer Geistlicher und römisch-katholischer Bischof von Zamora.

## Leben
Valera Sánchez trat 1977 in das Priesterseminar San Fulgencio des Bistums Cartagena ein und begann das Studium der Philosophie und der Katholischen Theologie an der Theologischen Fakultät von Granada. Er wurde am 3. April 1983 in Murcia zum Diakon geweiht und empfing am 18. September 1983 in Bullas das Sakrament der Priesterweihe für das Bistum Cartagena.
Nach der Priesterweihe war Valera Sánchez zunächst als Pfarrvikar der Pfarreien Nuestra Señora del Rosario in La Unión und San Nicolás de Bari in Estrecho de San Ginés (1983–1984) sowie Nuestra Señora de la Asunción in Molina de Segura (1984–1990) tätig, bevor er Pfarrer der Pfarrei San Antonio de Padua in Mazarrón wurde. Daneben erwarb Valera Sánchez 1987 an der Universität Murcia ein Lizenziat im Fach Philosophie. Zudem lehrte er von 1988 bis 1991 Wissenschaftsmethodik am Centro de Estudios Teológico Pastorales San Fulgencio in Murcia. Von 1991 bis 1992 war Valera Sánchez Missionar in El Alto in Bolivien.
1993 kehrte Valera Sánchez in seine Heimat zurück und setzte seine Studien an der Päpstlichen Universität Comillas in Madrid fort, wo er 1995 ein Lizenziat im Fach Spirituelle Theologie erwarb und 2001 zum Doktor der Theologie promoviert wurde. Von 1994 bis 1997 war Valera Sánchez als Pfarrer der Pfarrei Nuestra Señora de Loreto in Algezares tätig, bevor er Pfarrer der Pfarreien Nuestra Señora de la Asunción in Moratalla und San Bartolomé in El Sabinar sowie Virgen de la Rogativa und San Juan in Béjar wurde. Von 1998 bis 2000 absolvierte Valera Sánchez einen Forschungsaufenthalt an der Päpstlichen Universität Gregoriana in Rom. In dieser Zeit lebte er im Päpstlichen Spanischen Kolleg.
Von 2000 bis 2004 war Valera Sánchez Pfarrer der Pfarrei Santiago Apóstol in Lorquí sowie von 2004 bis 2005 Pfarrer der Pfarrei Nuestra Señora del Rosario in Puente Tocinos und Erzpriester für die Region Murcia-Nordeste. Daneben lehrte er ab 2003 am Instituto Teológico de San Fulgencio. Von 2005 bis 2011 war Valera Sánchez Pfarrer der Pfarrei La Purísima in Javalí Nuevo. 2007 wurde er zudem Professor am Instituto Teológico de Murcia der Franziskaner, das der Päpstlichen Universität Antonianum angegliedert ist, und am Instituto Superior de Ciencias Religiosas San Dámaso. 2010 wurde Valera Sánchez Spiritual der Congregación Hermanas Misioneras de la Sagrada Familia und Bischofsvikar für die Region Suburbana I. Außerdem war er seit 2011 Spiritual am Priesterseminar San Fulgencio und seit 2012 Mitglied des Konsultorenkollegiums des Bistums Cartagena sowie seit 2019 Kanoniker an der Kathedrale Santa María in Murcia.
Am 30. Oktober 2020 ernannte ihn Papst Franziskus zum Bischof von Zamora. Der Apostolische Nuntius in Spanien, Erzbischof Bernardito Cleopas Auza, spendete ihm am 12. Dezember desselben Jahres in der Kathedrale San Salvador in Zamora die Bischofsweihe; Mitkonsekratoren waren der Erzbischof von Valladolid, Ricardo Kardinal Blázquez, und der Bischof von Cartagena, José Manuel Lorca Planes.